# Pilar do Sul
Pilar do Sul é um município brasileiro do estado de São Paulo, que situa-se na Região Metropolitana de Sorocaba, na Mesorregião Macro Metropolitana Paulista e na Microrregião de Piedade. Sua população é de 27.619 habitantes (IBGE/2022).

## História
A história de Pilar do Sul começa em 1850, quando tropeiros, caçadores e mineradores passavam pela cidade à procura de metais preciosos. Famílias de Minas Gerais vieram à cidade e utilizavam o local, conhecido pelas pedras usadas para pilar a carne, um dos motivos para a cidade chamar-se Pilar. O pilar também era usado para curtir couro dos animais caçados. O local também ganhou esse nome graças à religiosidade das famílias mineiras, que tinham grande devoção à Nossa Senhora do Pilar, uma santa espanhola.
Em 1865, o tenente Almeida adquiriu uma sesmaria na região e trouxe escravos para montar uma fazenda agrícola e, em seguida, ergueu uma pequena capela em homenagem ao Bom Jesus do Bom Fim, o qual era devoto. Em 1868, o tenente doou um terreno para a paróquia da Diocese de Sorocaba. Em 1877, João Batista Ribeiro, com autorização do bispo da época, fundou a vila de Pilar erguendo uma paróquia, por lei providencial. Em 12 de maio de 1891, por meio de um decreto, a vila se tornou município. No dia 20 do mesmo mês instalaram uma intendência nomeando Eusébio de Morais Cunha como primeiro prefeito de Pilar.
O município enfrentou muitas dificuldades para se desenvolver durante o século XX. As precárias estradas e pouco desenvolvimento da agricultura causou a estagnação e resultou na perda de autonomia política, tornando-se então distrito do município de Piedade, em 1934.
No dia 5 de novembro de 1936, Pilar reconquistou sua autonomia e voltou a ser município.
Em março do ano seguinte, Eugênio Teodoro Sobrinho tomou posse como primeiro prefeito eleito. No mesmo ano, a Câmara de vereadores aprovou uma lei que doava lotes a todos que quisessem construir prédios de qualquer natureza. Em 1944, o município passou a ser chamado de Pilar do Sul.

## Geografia
Localiza-se a uma latitude 23º48'47" Sul e a uma longitude 47º42'59" Oeste, estando a uma altitude de 689 metros. Possui uma área de 684,22 km².

### Limites
- Norte Sarapuí e Salto de Pirapora;
- Sul Tapiraí;
- Leste Piedade;
- Oeste São Miguel Arcanjo e Itapetininga.

### Hidrografia
O título de Nascente das águas é devido aos rios, córregos, ribeirões e nascentes que nascem no município e deságuam na bacia do rio Paranapanema, além da qualidade da água e ausência de poluição.
- Rio do Pinhal Grande
- Rio Sarapuí
- Rio Turvo
- Represa das Paineiras

### Rodovias
- SP-250
- SP-264

## Demografia
Dados do Censo - 2022
População Total: 30.230
- Urbana: 17.472
- Rural: 6.476
- Homens: 12.342
- Mulheres: 11.606
- Densidade demográfica (hab./km²): 35,09
- Mortalidade infantil até 1 ano (por mil): 18,62
- Expectativa de vida (anos): 69,81
- Taxa de fecundidade (filhos por mulher): 2,40
- Taxa de Alfabetização: 87,69%
- Índice de Desenvolvimento Humano (IDH-M): 0,774
- IDH-M Renda: 0,735
- IDH-M Longevidade: 0,747
- IDH-M Educação: 0,841

(Fonte: IPEADATA)

## Política e administração
- Prefeito:  Clayton Álvaro Machado Republicanos (2025/2028)

### Subdivisões
Bairros
- Jardim Cananeia[5]
- Barra [5]
- Chácaras Reunidas[5]

## Economia

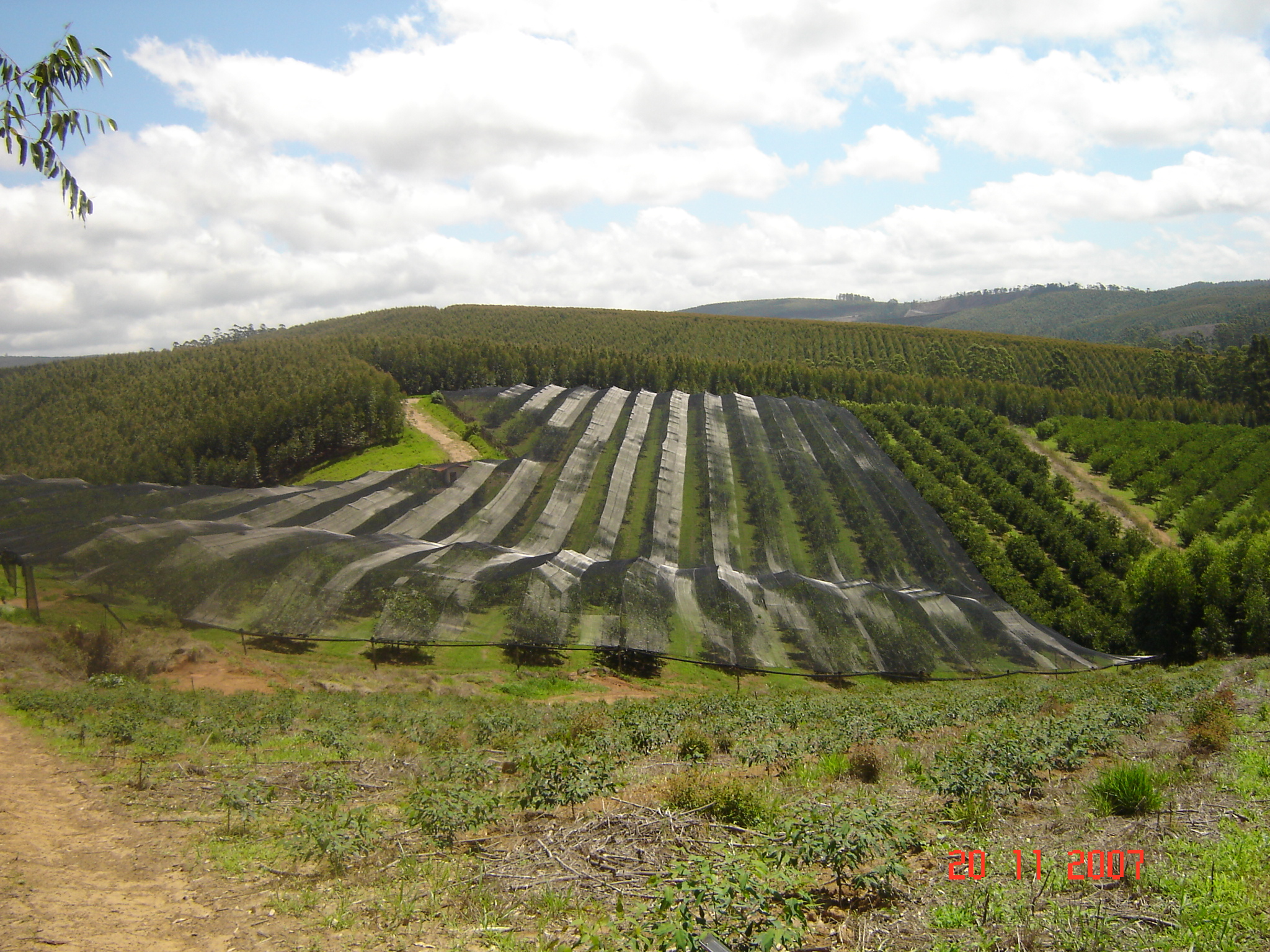
Plantação de Caqui.

Atualmente, Pilar do Sul cresce a cada ano, dando destaque ao desenvolvimento agropecuário que é responsável por 70% da economia do município. A potencialidade turística evidente em vários aspectos é um reforço para a economia do município que é conhecido como a Nascente das Águas.

## Infraestrutura

### Comunicações
O sistema de telefones automáticos foi inaugurado na cidade em 1981 pela Telecomunicações de São Paulo (TELESP), que também implantou o sistema de discagem direta à distância (DDD) em 1982 com o código de área (0152). Anteriormente a cidade era atendida pela Companhia de Telecomunicações do Estado de São Paulo (COTESP).
Na década de 90 o código DDD da cidade foi alterado para (015), para padronização do sistema telefônico com a telefonia celular que estava sendo implantada em todo o estado.

## Cultura e lazer

### Eventos
- Janeiro: Temporada de Férias
- Fevereiro: Carnaval
- Março: FEAPS (Feira Agropecuária de Pilar do Sul)
- Abril: Festa de Nossa Senhora dos Remédios (Parque Natural Água Santa)
- Maio: Festa da Caridade (Asilo), Show do Dia do Trabalhador e Dia das Mães (praça da Matriz)
- Junho: Festas Juninas pelos Bairros, Arraiá Gospel
- Agosto: Festa do Bom Jesus do Bom Fim e São Roque (Matriz)
- Setembro: Festa da Primavera (CCP)
- Outubro: Tradicional Festa do Peão (CTC)
- Novembro: Festa de Aniversário do Município
- Dezembro: Shows de Fim de Ano

## Turismo
O turismo, ainda em fase de desenvolvimento, vem procurando se estruturar e explorar os recursos hídricos e a vegetação para que não haja degradação do meio ambiente. Por isso é comum visitar pontos pouco explorados, onde conserva a mata virgem e os cursos naturais.
Na região sudeste do município é que se concentram o maior número de cachoeiras. Na rodovia que liga o município a Piedade está a Cachoeira Nascente das Águas, símbolo turístico da cidade. Além das cachoeiras é grande também o número de pesqueiros, que estão espalhados pelos bairros: Pinhal, Turvo e Bom Retiro. Em relação a hospedagem existem pousadas, acampamentos, hotéis e sítios.
Na região norte se concentram os loteamentos de chácaras de recreio, com mais de 3.000 propriedades, que abrigam uma população flutuante de aproximadamente 5.000 pessoas durante as temporadas de férias.
A região da Mata Atlântica fica a sudoeste de Pilar do Sul, em direção as cidades de Tapiraí e São Miguel Arcanjo. Essas áreas também reservam paisagens deslumbrantes, como o sertão nos bairros da Lavrinha e Moquém, onde escondem lugares ainda inexplorados, usados como trilha de jipeiros e trekking.

## Religião
O Cristianismo se faz presente na cidade da seguinte forma:

### Igreja Católica
- A igreja faz parte da Diocese de Itapetininga.[10]

### Igrejas Evangélicas
Entre as igrejas protestantes históricas, pentecostais e neopentecostais, encontram-se na cidade:
- Assembleia de Deus Ministério do Belém.[13][14]
- Congregação Cristã no Brasil.[15]